# 陈志达
陈志达（1899年—？），中华民国大陆时期军事高级将领，陆军中将。别号达夫，浙江奉化人。

## 生平
陈志达生于浙江奉化葛竹，是蒋中正元配毛福梅的外甥。父亲是奉化私塾教师，陈志达早年丧父，家境贫苦。有外甥张纪云，黄埔军校一期毕业生，也是民国名将，后剃度出家为僧。
早年就读于奉化县柏坑镇高等小学。毕业于浙江省立第四师范学校。毕业后，子承父业，在奉化县剡源高等小学担任教员三年。
1924年春，经吴嵎（时任中山舰舰长）、王登云（孙中山广州大本营副官）保荐，投考黄埔军校。1924年5月，抵达广州，入读黄埔军校学习军事，入第一期第二队。
黄埔军校毕业后，先后担任黄埔军校教导第一团见习、排长。北伐中，先后担任担任国民革命军总司令部宪兵营排长、连长、参谋（少校军衔），第九师政治训练处主任。
1929年，出国留学，先后在日本警政学校，德国警察大学学习军事。驻德国期间，曾担任中华民国驻德国大使馆武官（陆军中校军衔）。1934年，回国，出任中华民国财政部税警总团部科长，第六团副团长。
抗日战争爆期间，担任中华民国交通部宁海线警备副司令，交通部警务专员。1948年10月，出任中华民国交通部第二交警总局副局长，陆军中将军衔。
1949年秋，移居美国。逝年不详。